# The Pagemaster
The Pagemaster (literalmente, en inglés, «El maestro de las páginas» o «El maestro de los libros») es una película de aventuras y fantasía que combina secuencias en imagen real con secuencias de animación. The Pagemaster fue producida por Turner Pictures y distribuida por primera vez por 20th Century Fox el 23 de noviembre de 1994. Se basa en un libro ilustrado de mismo título de los autores David Kirschner y Ernie Contreras. El libro está ilustrado por Jerry Tiritilli. Las secuencias en imagen real fueron dirigidas por Joe Johnston y las secuencias animadas fueron dirigidas por Pixote Hunt (este último con el nombre de Maurice Hunt en los títulos de crédito).
El título original de esta película, de difícil traducción, ha sido adaptado al español de diferentes maneras en función de cada país hispanohablante. Estos son algunos ejemplos:
- España y México: El guardián de las palabras
- Argentina: El espadachín valiente
- Colombia: El guardián de fantasía

## Argumento
Richard Tyler, un niño de 10 años de edad, vive su vida obsesionado por las estadísticas y teme prácticamente a todo. Sus padres exasperados han intentado varias formas de darle valentía a su hijo, pero tienen poco éxito. El padre de Richard le manda a comprar una bolsa de clavos para que él pueda construir una casa en el árbol. Sin embargo, Richard se ve atrapado en una tremenda tormenta y se refugia en una biblioteca. Allí conoce al Sr. Dewey, un excéntrico bibliotecario que intenta encontrar un libro adecuado para Richard y le da un carné de la biblioteca. Sin embargo, Richard no quiere ningún libro; sólo quiere llamar a sus padres y volver a casa. El Sr. Dewey le indica al niño dónde hay un teléfono. Richard vaga por los pasillos buscándolo, hasta que da con una gran rotonda, cuya bóveda está pintada con personajes de ficción clásicos. Richard no se da cuenta del agua que gotea desde su abrigo, y al moverse se cae, se golpea en la cabeza y queda inconsciente. Cuando despierta, encuentra las pinturas de rotonda deshaciéndose, chorreando y formando una ola de color que transforma a él y a la biblioteca en dibujos.
Richard es abordado por el Guardián de las Palabras, que le envía a un viaje en la sección de ficción para encontrar la "salida". A lo largo del camino, Richard se hace amigo de tres libros "humanizados"; Aventura, un libro pirata; Fantasía, un libro de cuento de hadas; y Horror, un libro de miedo con una columna vertebral deforme. Los tres acuerdan ayudar a Richard encontrar la salida si él promete sacarles de la biblioteca con su carné. Juntos, encuentran personajes de ficción clásicos. Juntos asisten a la transformación del Dr. Jekyll en Mr.Hyde, y también sufren el ataque de Moby Dick, donde se separan. Richard y Aventura son recogidos por la tripulación de la Española, capitaneada por Long John Silver. Los piratas van a la isla del Tesoro, pero no encuentran ningún tesoro, causando casi un motín entre el capitán y la tripulación. Fantasía y Terror aparecen, y derrotan a los piratas. Silver intenta tomar a Richard como rehén, pero él abandona cuando Richard lo amenaza con una espada. Aventura insulta a Horror, haciendo que éste sea capturado por los lilliputienses de Gulliver.
Después, el grupo viaja a través de la sección de fantasía. Richard ve la salida en la parte superior de una montaña. Sin embargo, un dragón es despertado y persigue a Richard y sus amigos. Richard lucha contra el dragón con una espada y escudo, pero el dragón les traga; después, encuentra libros en estómago del dragón y de ellos saca la idea de utilizar un haba para escapar. Los héroes llegan a la parte superior y aparecen en un gran cuarto oscuro donde les espera el Guardián de las Palabras. Richard grita al Guardián por los horrores que ha sufrido, pero éste revela que el viaje tenía por objeto hacer que Richard se enfrentara sus temores. Todos los personajes que Richard había conocido aparecieron para felicitarle; a continuación, despierta, descubriendo que había estado inconsciente todo el tiempo. Aventura, Fantasía y Terror aparecen junto a sí como libros reales. El Sr. Dewey le encuentra y, a pesar de la política de la biblioteca sólo permite a una persona pedir prestado dos libros al mismo tiempo, le deja, aunque "sólo esta vez". Richard vuelve a casa como un niño más valiente, y duerme en su nueva casa del árbol. Aventura, Fantasía y Horror, al término de la película, aparecen como siluetas en una pared hablando sobre el niño.

## Videojuego
En el mismo año en que se estrenó la película, se comercializó un videojuego basado en ella. Dicho videojuego fue desarrollado por Probe Software Ltd. y distribuido por Fox Interactive.

## Repartos

### Inglés (Estados Unidos)
- Macaulay Culkin - Richard Tyler
- Christopher Lloyd - Mr. Dewey/The Pagemaster
- Ed Begley Jr./Mel Harris - Alan y Claire Tyler
- Patrick Stewart - Aventura
- Whoopi Goldberg - Fantasía
- Frank Welker - Horror
- Leonard Nimoy - Dr. Jekyll y Mr. Hyde
- George Hearn - Capitán Ahab
- Jim Cummings - Long John Silver
- B.J. Ward - La reina de corazones

### Español (España)
- Richard Tyler - David Jenner
- Sr. Dewey/Guardián de las palabras - Camilo García
- Aventura - Miguel Ángel Jenner
- Fantasía - María Dolores Gispert
- Horror - Francisco Garriga
- Dr. Jekyll/Mr. Hyde - Claudi García
- Alan Tyler - Juan Carlos Gustems
- Claire Tyler - Rosa María Hernández

### Hispanoamericano (México)
- Richard Tyler - Raúl Castellanos
- Sr.Dewey/Guardián de las palabras - Jesús Colin
- Aventura - Arturo Mercado
- Fantasía - Rosanelda Aguirre
- Horror - Edgar Wald
- Dr. Jekyll/Mr. Hyde - Francisco Colmenero
- Alan Tyler - Raúl de la Fuente
- Claire Tyler - Cristina Camargo
- Niño en bicicleta - Enzo Fortuny
- Niña en bicicleta - Maria Fernanda Morales